# 갈라파고스이구아나
갈라파고스이구아나(Galapagos land iguana)는 이구아나과에 속하는 매우 큰 도마뱀 종으로, 육지이구아나속의 세 종 중 하나이다. 에콰도르 태평양 연안의 갈라파고스 제도에 서식하며 페르난디나섬, 이사벨라섬, 산타크루스섬, 북시모어섬, 발트라섬, 남플라사섬의 건조한 저지대에 서식한다.

## 해부학 및 형태학
찰스 다윈은 자신이 관찰한 갈라파고스이구아나를 "못생긴 동물로, 아래쪽은 황갈색, 위는 갈색-붉은 색을 띠고 있다"고 묘사했다. 낮은 얼굴 각도에서 볼 때 이구아나들은 유난히 멍청한 외모를 가지고 있다.
갈라파고스이구아나는 세계에서 가장 큰 도마뱀 중 하나로, 어느 섬 출신에 따라 0.9~1.5m 길이로 자라고 몸무게는 최대 13kg에 달한다. 냉혈한인 이구아나는 태양열을 자연적으로 흡수하는 화산암이나 기타 어두운 색의 돌을 두드려 체온을 높인다. 밤에는 굴에서 잠을 자며 흡수한 체온을 보존한다. 또한 이구아나는 새와 공생 관계를 맺고 진드기와 같은 기생충을 제거하여 이구아나를 구제하고 새에게 먹이를 제공한다.

## 먹이 및 수명

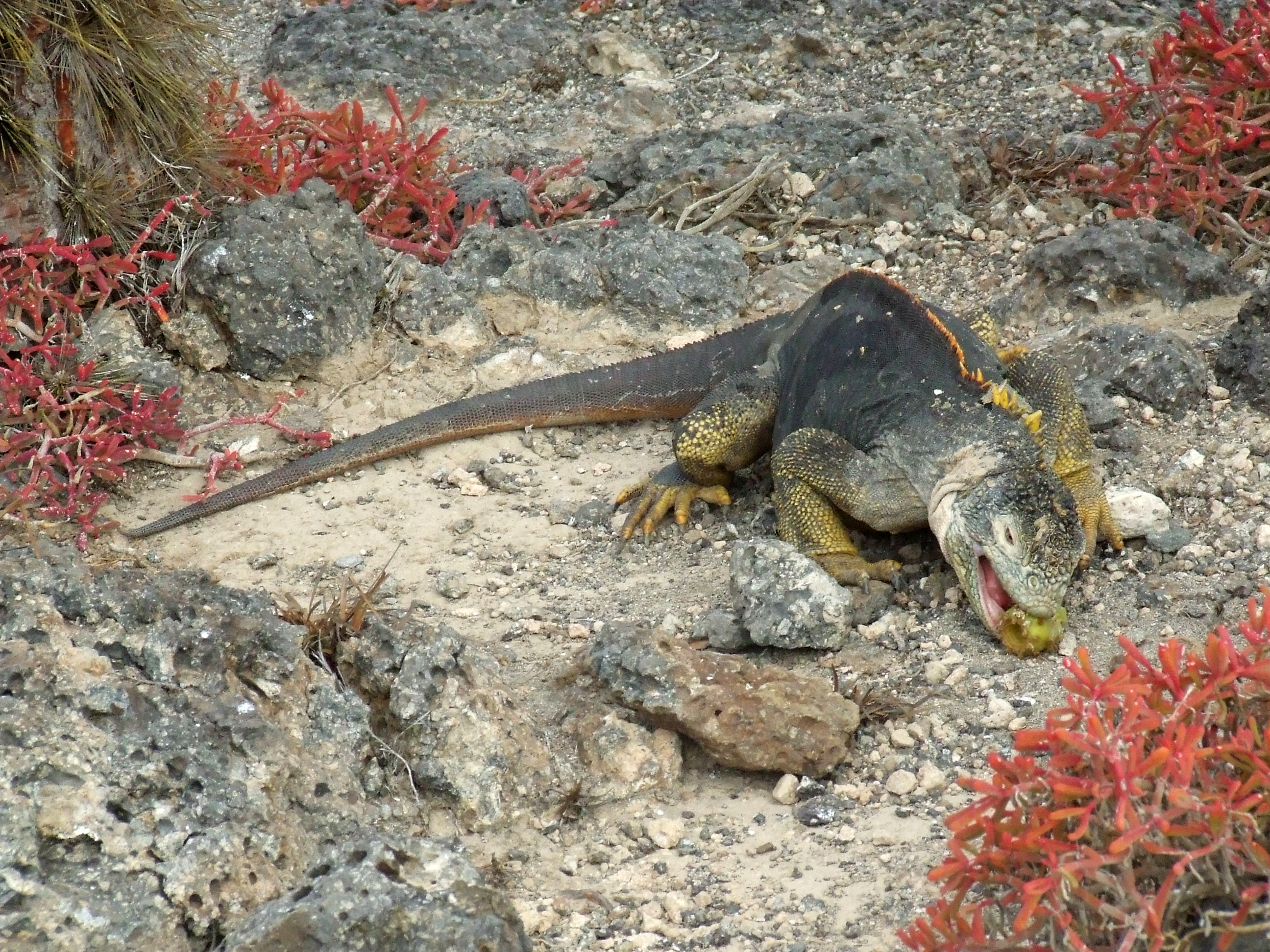
먹이를 먹는 갈라파고스이구아나

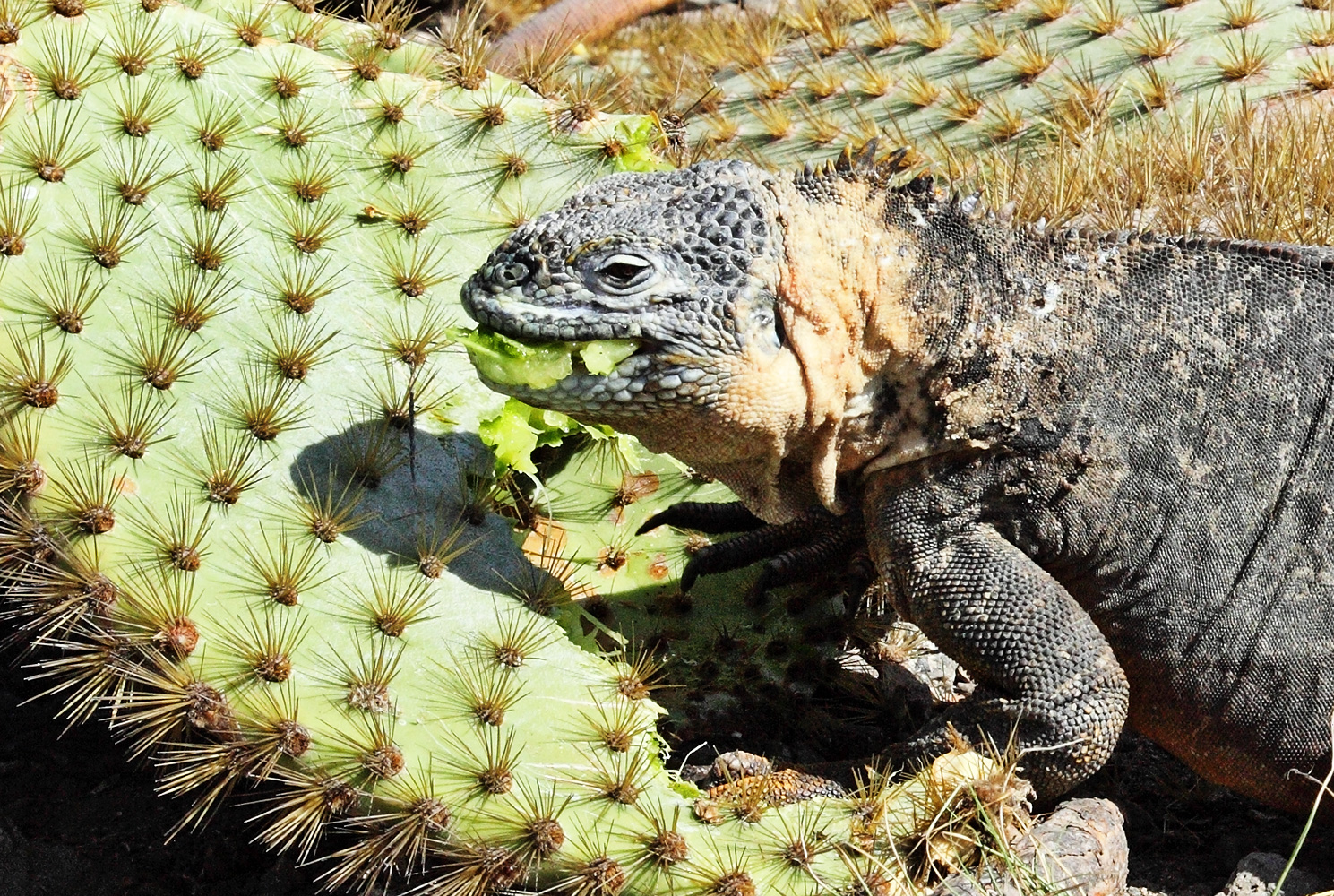
떨어진 선인장을 먹는 갈라파고스이구아나

육지이구아나는 주로 초식성이지만, 일부 개체는 지네나 거미와 같은 무척추동물과 부육으로 식단을 보충하는 기회주의적 잡식성 동물임을 보여주었다. 갈라파고스이구아나는 섬에서 담수가 부족하기 때문에 먹이의 거의 80%를 차지하는 다른 선인장과 종에 더해 가시가 많은 선인장에서 수분의 대부분을 얻는다. 과일, 꽃, 패드, 심지어 날카로운 가시를 포함한 식물의 모든 부분을 소비한다. 우기에는 육지이구아나가 일시적인 시골 웅덩이와 기타 축적된 수원에서 물을 마시고 다년생 다육 식물 쇠비름속의 붉고 노란 꽃을 먹는다.
갈라파고스이구아나의 수명은 60~69년이다.

## 번식

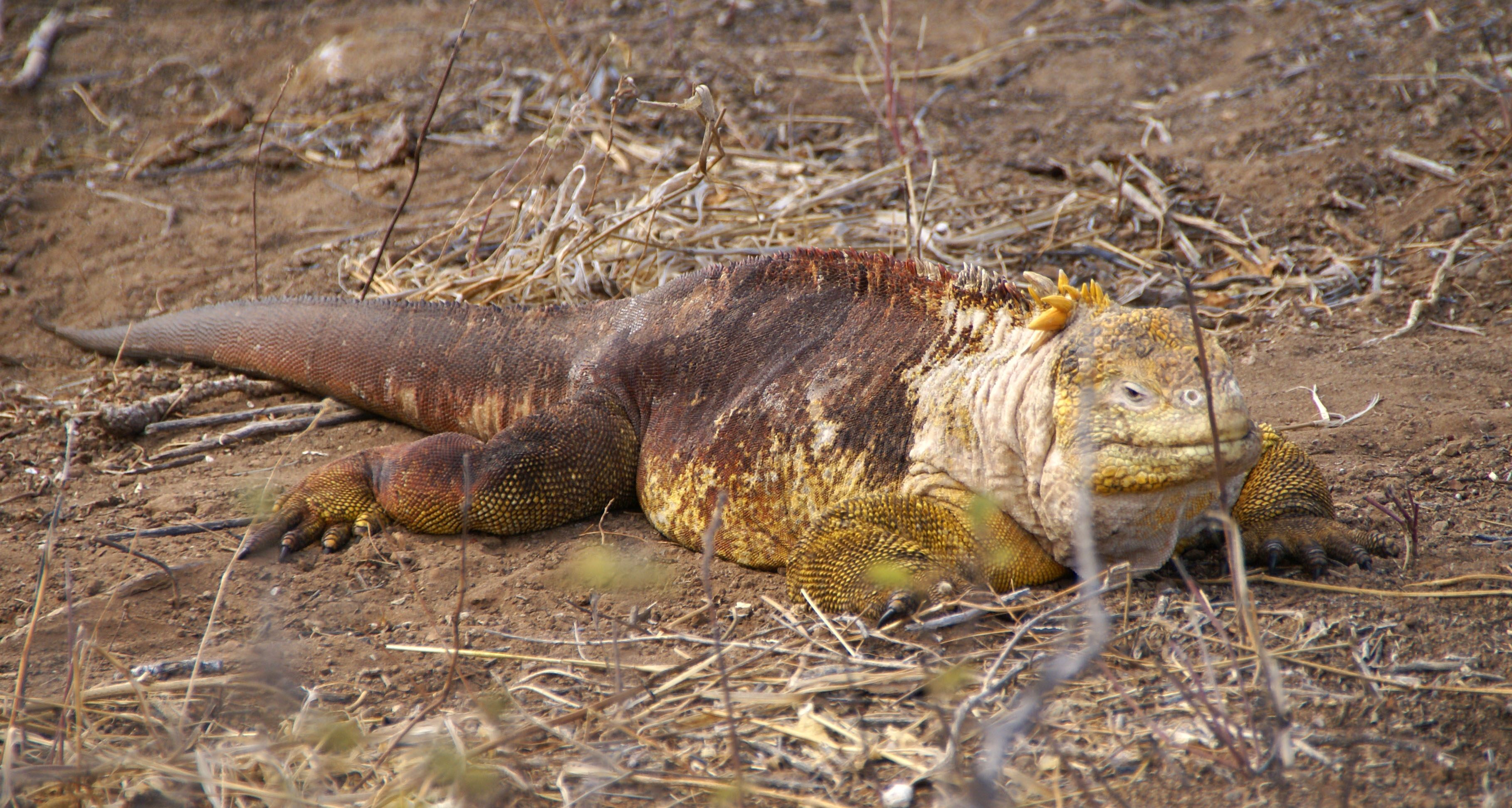
일광욕을 하는 갈라파고스이구아나

갈라파고스이구아나는 어느 섬 출신에 따라 생후 8~15세 사이에 성적으로 성숙해진다. 짝짓기 시즌도 섬마다 다르지만, 짝짓기 직후 암컷은 모래 지역으로 이주하여 둥지를 틀고 약 50cm 깊이의 굴에 2~20개의 알을 낳는다. 알은 90일에서 125일 후에 부화한다.
바다이구아나와 육지이구아나의 영역이 겹치는 남플라사섬에서는 때때로 두 종이 교배하여 각 종의 특징이 혼합된 잡종 이구아나가 탄생한다. 가장 가능성이 높은 조합은 수컷 바다이구아나와 암컷 육지이구아나 사이에 있는 경향이 있다. 긴 분리 시간과 서로 다른 속의 두 종임에도 불구하고 자손은 불임일 가능성이 높지만 생존 가능하다.

## 같이 보기
- 이구아나과
- 갈라파고스 제도
- 바다이구아나